# Huilliche
Huilliche (Veliche, Huiliche) /=“gente del sur”; južnjaci, narod juga,/ jedna od glavnih i najjužnija skupina Araukanaca naseljenih južno od Mapuche Indijanaca, u kraju od Valdivie do Chiloé u Čileu. Huilliche govore istoimenim jezikom 2,000 (1982 SIL), ali se većina danas služi španjolskim kao prvim jezikom. Sastoje se od tri glavne geografsske skupine: 1) Lafkenche u provinciji Valdivia blizu jezera Lago Budi (Lafkenmapu); 2) Huilliche u provinciji Osorno; 3) Veliche u provinciji Chiloé. Dio Huillicha danas živi i u argentinskoj provinciji Neuquén u departmanima Lácar, Collón Curá, Huiliches i Catán Lil.

## Vanjske poveznice
- Mapuche Lafkenche Nature and Ancient Culture on Lago Budi  Arhivirana inačica izvorne stranice od 23. listopada 2008. (Wayback Machine)